# Jezioro Płotkowe
Jezioro Płotkowe (niem. Pletzen See) – niewielkie jezioro w Kotlinie Gorzowskiej, w powiecie międzyrzeckim, w gminie Przytoczna.

## Charakterystyka
Jezioro położone wśród lasów sosnowych w odległości 1 km na południowy zachód od miejscowości Strychy. Jest to jezioro bezodpływowe, o zaawansowanym stopniu eutrofizacji, brzegi w przeważającej części pokryte są gęstą roślinnością wodną, reprezentowaną głównie przez trzcinę pospolitą.